# Antoninus-Pius-Säule
Die Antoninus-Pius-Säule wurde zu Ehren des römischen Kaisers Antoninus Pius von seinen Adoptivsöhnen und Nachfolgern Mark Aurel und Lucius Verus errichtet. Sie befand sich nicht weit von der Stelle seiner Einäscherung auf dem Marsfeld (Campus Martius) in Rom.

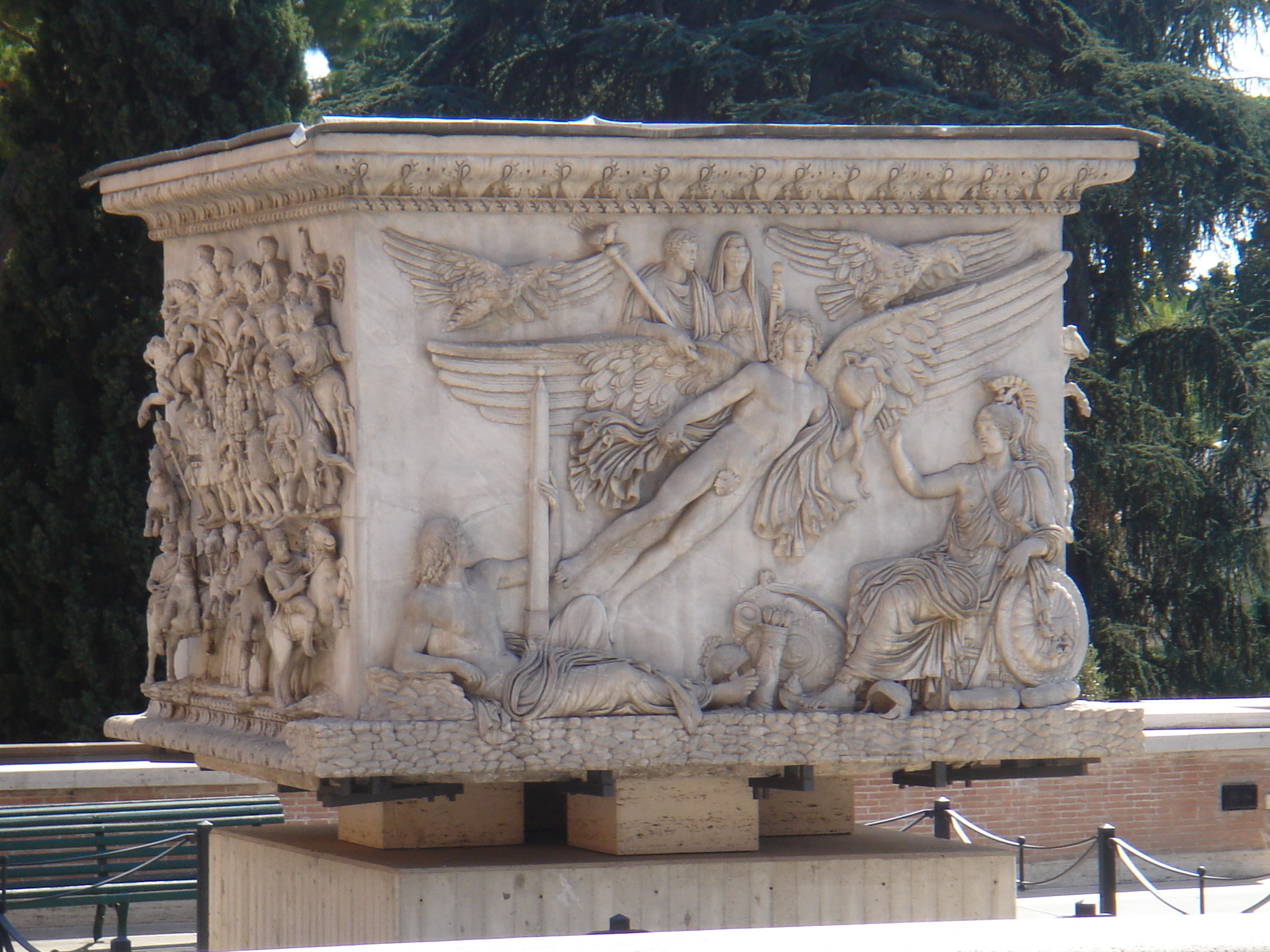
Basis der Antoninus-Pius-Säule

Die Basis ist aus Marmor und wurde vom Künstler Heraklides geschaffen. Der Säulenschaft war aus rotem Granit. Eine Steinbruchinschrift zeigt, dass sie bereits im Jahr 106 n. Chr. hergestellt wurde. Auf der Frontseite des Säulenfußes wird die Vergöttlichung (Apotheose) des Kaisers und seiner Gattin Faustina dargestellt. Sie werden vom geflügelten Genius Aion in den Himmel getragen. Auf der gegenüberliegenden Seite befindet sich eine Inschrift mit Widmung.

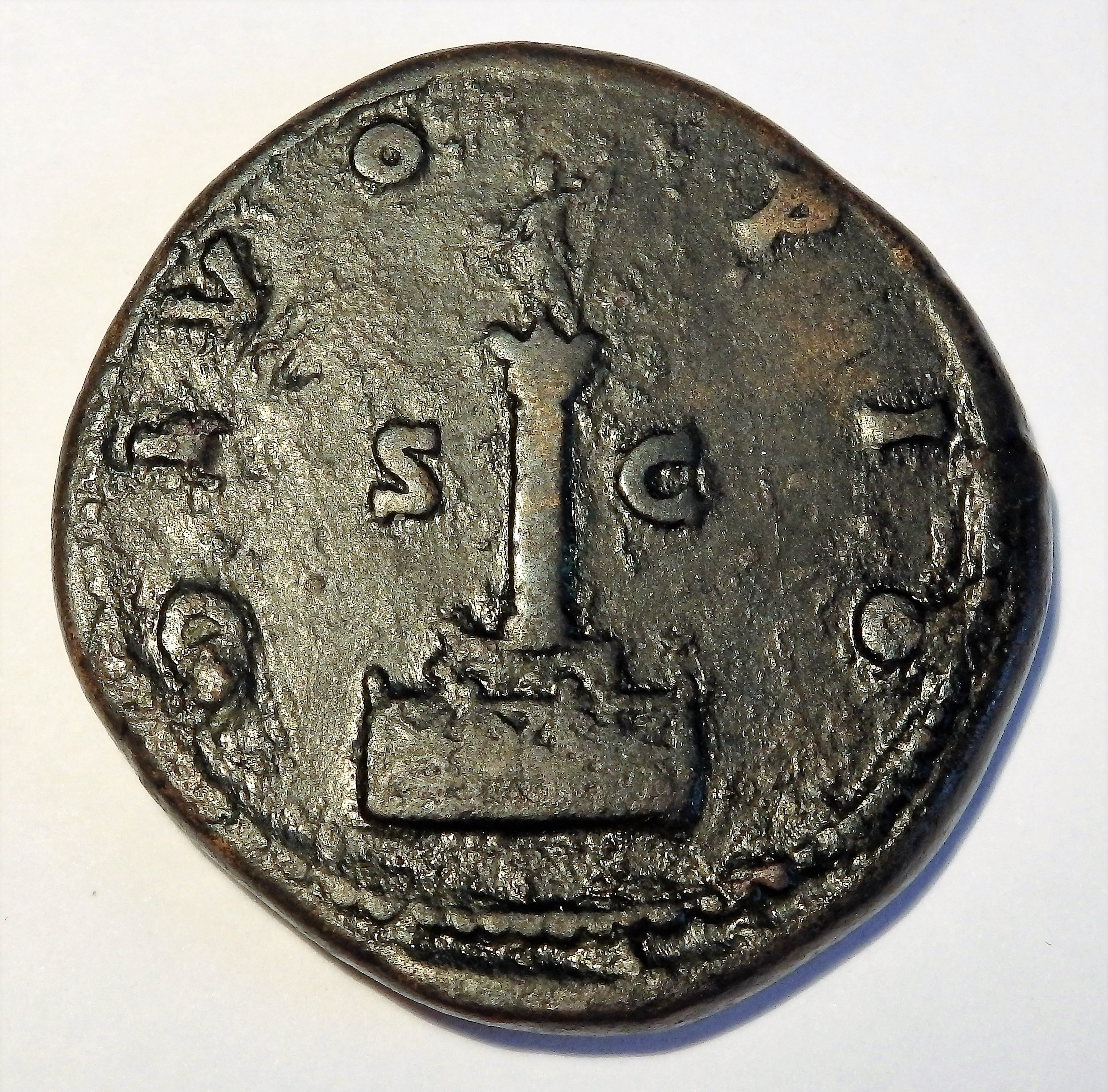
Antoninus-Pius-Säule auf Konsekrationssesterz, unter Marcus Aurelius geprägt

Die Basis wurde im Jahr 1703 auf der Piazza Montecitorio gefunden. Bis dahin war die Säule allein von einem Sesterz bekannt, den Mark Aurel anlässlich der Errichtung der Säule hat prägen lassen und der das Porträt des Antoninus Pius mit der Umschrift DIVUS ANTONINVS auf der Vorderseite, die Säule mit der Statue des Antoninus und der Umschrift DIVO PIO auf der Rückseite zeigt. Die Säule des Antoninus Pius selbst war zersägt worden, um bei der Restaurierung des Meridians für das nahe gelegenen Solarium Augusti eingesetzt zu werden. Nur der obere Teil war noch vorhanden. Die Basis der Antoninus-Pius-Säule ist heute in den Vatikanischen Museen ausgestellt. Gleich östlich des Fundortes der Basis befindet sich die Mark-Aurel-Säule.